# Блэйки, Арт
Артур (Арт) Блэ́йки (англ. Art Blakey; 11 октября 1919, Питтсбург — 16 октября 1990, Нью-Йорк) — американский джазовый барабанщик, работал в стилях бибоп, хард-боп. Музыка основанного им ансамбля «Jazz Messengers» представляет собой особый стиль, имеющий много общего со стилями соул и фанк. В 1940-е годы принял ислам и какое-то время именовал себя Абдулла ибн Бухаина (Abdullah Ibn Buhaina).

## Биография
Карьеру музыканта начал в 15 лет в качестве пианиста, хотя обучался игре на фортепиано непрофессионально (частные уроки), чтобы содержать семью. Впоследствии перешёл на барабаны, так как владелец ночного бара, в котором играл Блэйки, взял на работу другого пианиста, а место ударника было вакантным. Инструментом овладел самостоятельно, под влиянием известного в 30-е годы ударника Чика Уэбба.
В 1939 году был принят в оркестр Флетчера Хендерсона (Fletcher Henderson), где играл в стиле свинг. В составе этого оркестра был замечен пианисткой Мери Лу Уильямс (Mary Lou Williams), и в 1940 году перешёл в её ансамбль. В 1944 году он уже возглавлял свою собственную группу в Бостоне, когда ему позвонил Билли Экстайн (Billy Eckstine), и для Арта наступил, по его словам, самый важный этап в его музыкальном развитии — трёхлетний период работы в биг-бэнде Экстайна. Этот феноменальный оркестр был первым из больших ансамблей, исполнявшим музыку в стиле бибоп, объединив выдающихся музыкантов. Блейки попал в число новаторов бибопа, таких как Чарли Паркер, Диззи Гиллеспи, Майлз Дэвис и другие.
Когда Экстайн распустил свой оркестр в 1947 году, Арт Блэйки организовал оркестр «Seventeen Messengers», позже называвшийся «Jazz Messengers» — известнейший из его ансамблей, ставший историческим на долгое время. В это же время принимал участие в записях на пластинку пианиста-композитора Телониуса Монка. Бытует мнение, что Блэйки был одним из немногих ударников, легко вживавшихся в музыку Монка, который стал для него не только коллегой, но и хорошим другом. Следующий год Блэйки провёл в Африке, где принял ислам и сменил имя на арабское Abdullah ibn Buhaina. Отсюда и пошло прозвище «Bu».
По возвращении в США записывался вновь под именем Арт Блэйки вместе с Чарли Паркером, Майлзом Дэвисом, Клиффордом Брауном и Хорасом Силвером. Сотрудничество с Силвером продлилось несколько лет и принесло большое развитие стилю фанки-джаз. Возрожденные с помощью Силвера «Jazz Messengers» стали хорошим плацдармом для молодых талантливых музыкантов того времени. У Арта Блэйки было хорошее чутьё на молодые таланты. Он находил новичков, помогал им расти и шлифовать мастерство, а когда они вырастали настолько, чтобы продолжить самостоятельную карьеру, он находил новых. За годы существования ансамбля в нём играли Ли Морган, Уэйн Шортер, Фредди Хаббард, Джонни Гриффин (Johnny Griffin), Джеки МакЛин (Jackie McLean), Дональд Бёрд (Donald Byrd), Бобби Тиммонс (Bobby Timmons), Седар Уолтон (Cedar Walton), Бенни Голсон, Джоан Брекин (Joanne Brackeen), Билли Харпер (Billy Harper), Билл Пирс (Bill Pierce), Брэнфорд Марсалис (Branford Marsalis), Уинтон Марсалис, Джеймс Уильямс (James Williams), Кит Джарретт, Чак Манжони (Chuck Mangione), Кёртис Фуллер (Curtis Fuller), Хэнк Мобли, Джими Мерритт (Jymie Merritt), Джон Гилмор (John Gilmore), Вуди Шоу (Woodie Shaw), Гэри Бартц (Gary Bartz), Джофф Кизер (Geoff Keezer), трубач Валерий Пономарёв и многие другие.
Вплоть до старости Блэйки поддерживал напряжённый график гастролей «Jazz Messengers», а помимо этого принял участие в мировом турне «Giants of Jazz» (с Диззи Гиллеспи и Телониусом Монком), а также часто выступал как солист на «Newport Jazz Festival» в Нью-Йорке (особенно незабываемо его участие в «битве на барабанах» с Максом Роучем, Бадди Ричем и Элвином Джонсом, 1974).
Умер в больнице святого Винсента в Нью-Йорке от рака лёгких.